# Próspero Fernández Oreamuno
Juan Primitivo Próspero Fernández Oreamuno (n. 18 de juliol de 1834 - m. 12 de març de 1885) va ser president de Costa Rica de 1882 a 1885.

## Estudis
Es va graduar de Batxiller en Filosofia a la Universitat de San Carlos de Guatemala.

## Carrera militar
Va participar en la guerra de 1856-1857 contra els filibusters de William Walker i en el cop militar de 1870 que va portar al poder a Bruno Carranza Ramírez. Durant el govern del seu cunyat Tomás Guardia va ser comandant de plaça de Alajuela i va ascendir a General de Divisió.

## President de la República
Pròsper Fernández Oreamuno va ser President de la República del 10 d'agost de 1882 fins a la seva mort, ocorreguda el 12 de març de 1885.
Durant el seu govern es va implantar el sistema mètric decimal a Costa Rica, es van realitzar importants obres de progrés material, es van signar diversos convenis internacionals significatius, es va emetre el Codi Militar de 1884 (parcialment derogat en 1885) va ser expulsat el Bisbe Monsenyor Bernardo Augusto Thiel i es van emetre les lleis liberals de 1884, que van declarar nul el concordato, van confiscar sense indemnització els cementiris que eren propietat de l'Església Catòlica i van proscriure les comunitats religioses. El Congrés ho va declarar Benemérito de la Pàtria.
El personatge més influent del seu govern va ser el seu cunyat, l'ex President José María Castro Madriz.